# Iran Aseman Airlines
Iran Aseman Airlines – irańska linia lotnicza z siedzibą w Teheranie. Głównym węzłem jest port lotniczy Teheran-Mehrabad.

## Katastrofy
- 24 sierpnia 2008 miała miejsce nieopodal Biszkeku katastrofa lotu Iran Aseman Airlines 6895 z 68 ofiarami śmiertelnymi.

- 18 lutego 2018 miała miejsce katastrofa lotu Iran Aseman Airlines 3704 na zboczu góry Dena (Zagros) w okolicach miasta Semirom, w ostanie Isfahan z 65 ofiarami śmiertelnymi[1].